# الجامع الكبير (السوادية)

تعديل مصدري - تعديل

الجامع الكبير هي إحدى قرى عزلة ال السادة بمديرية السوادية التابعة لمحافظة البيضاء، بلغ تعداد سكانها 97 نسمة حسب تعداد اليمن لعام 2004.